# Ryjice
Ryjice (en allemand : Reindlitz) est une commune du district et de la région d'Ústí nad Labem, en Tchéquie. Sa population s'élevait à 192 habitants en 2021.

## Géographie
Ryjice se trouve à 5 km au nord-est du centre d'Ústí nad Labem et à 73 km au nord-ouest de Prague.

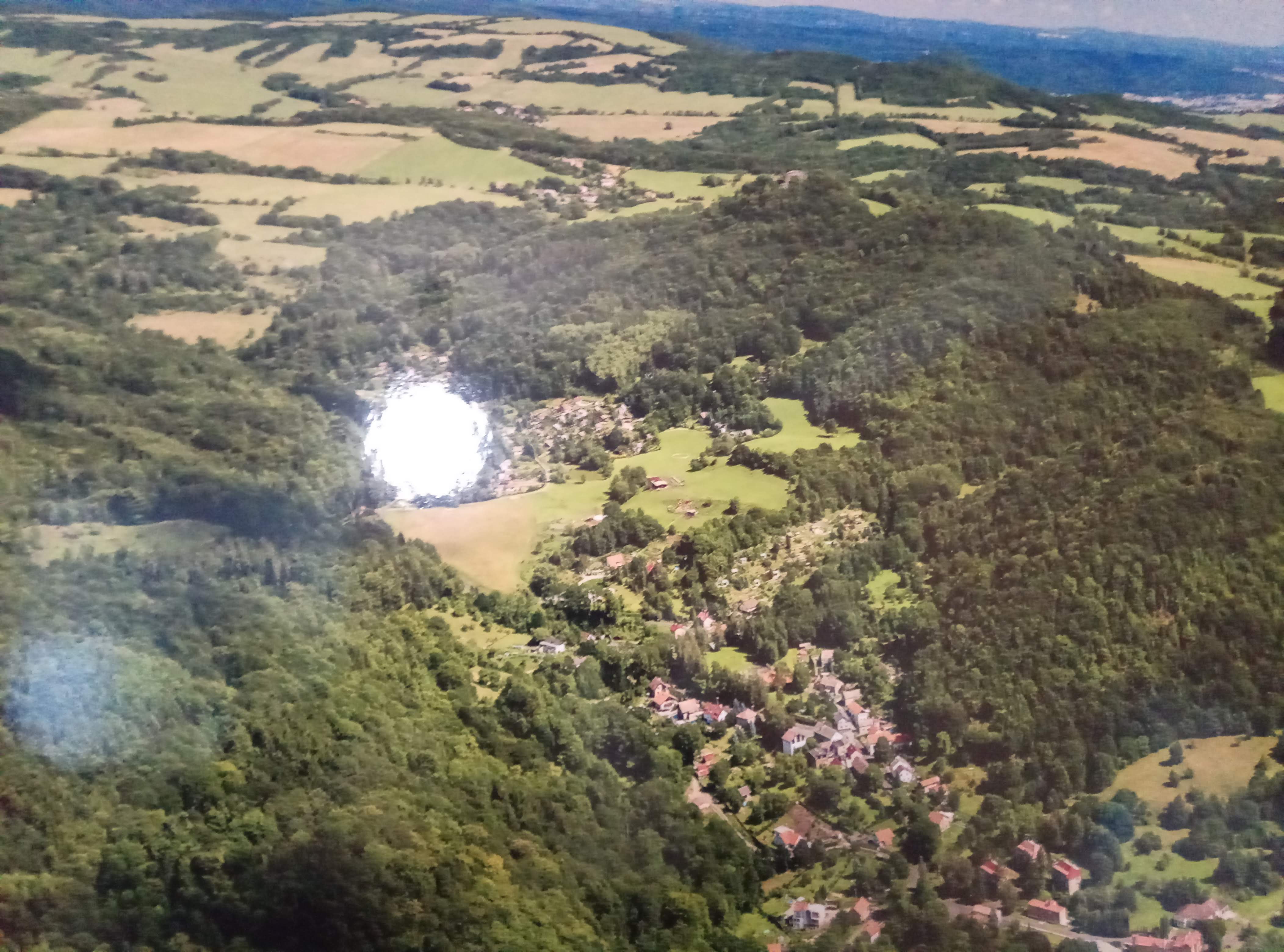
Ryjice : vue aérienne.

La commune est limitée par Povrly au nord et à l'est, par Ústí nad Labem au sud, et par Chuderov à l'ouest.

## Histoire
La première mention écrite du village date de 1186.

## Transports
Par la route, Ryjice se trouve à 8 km d'Ústí nad Labem et à 96 km de Prague.